# Principado de Fürstenberg
Fürstenberg fue un condado (en alemán: Graftschaft) y, más tarde, un principado (Fürstentum) del Sacro Imperio Romano Germánico en Suabia, en el sur del actual Baden-Württemberg, Alemania. Su familia gobernante era la Casa principesca de Fürstenberg.

## Historia
El condado emergió cuando Egino IV, conde de Urach por matrimonio, heredó grandes partes del Ducado de Zähringen a la muerte del Duque Bertoldo V en 1218, y originalmente fue llamado el condado de Freiburg. El nieto de Egino, Conde Enrique, comenzó a nombrarse a sí mismo en relación con su residencia en el Castillo de Fürstenberg en torno a 1250.
El condado fue dividido en 1284 entre él mismo y el bajo condado de Dillingen, y después de nuevo en 1408 entre Fürstenberg-Fürstenberg y Fürstenberg-Wolfach.
A lo largo de los siglos, los numerosos condes y Príncipes expandieron sus territorios hasta incluir el Landgraviato de Baar, los Señoríos de Gundelfingen, Hausen, Heiligenberg, Höwen, y Meßkirch, y el Landgraviato de Stühlingen en Alemania; así como los dominios en torno al Castillo de Křivoklát (en alemán: Pürglitz), Bohemia, Tavíkovice (en alemán: Taikowitz) en Moravia y Weitra en Austria.
En 1667, Fürstenberg-Heiligenberg fue elevado a principado y recibió un voto en el Reichstag. En 1744, varios territorios de Fürstenberg fueron reunificados en el Principado de Fürstenberg-Fürstenberg, ya que todas las líneas excepto una se habían extinguido.
El Rheinbundakte de 1806 disolvió Fürstenberg. La mayor parte de su territorio fue dado a Baden; partes más pequeñas fueron dadas a Wurtemberg, Hohenzollern-Sigmaringen y Baviera.

## Geografía
Para 1806, Fürstenberg tenía una superficie de 20.000 km² y una población de 100.000 habitantes. Su capital era Donaueschingen.
Para 1789, el territorio consistía en cinco grandes partes aisladas entre ellas, así como varios exclaves más pequeños. Las cinco grandes partes eran:
- Alrededor de Donaueschingen, incluyendo el Landgraviato de Baar y el Señorío de Höwen así como el Castillo de Fürstenberg. Las ciudades incluían Donaueschingen, Hüfingen, Engen, Neustadt. Bordeaba con Austria, Wurtemberg, la Abadía de San Blas y otros. Fue dado a Baden.
- El Señorío de Hausen. Ciudades: Hausach, Wolfach, Haslach. Bordeaba con el Obispado de Estrasburgo, Wurtemberg, Austria, Hohengeroldseck, la Ciudad Imperial de Zell, el Valle Imperial de Harmersbach. Fue dado a Baden.
- El Landgraviato de Stühlingen. Ciudades: Stühlingen. Bordeaba con la Abadía de San Blas, Suiza, Landgraviato de Klettgau. Fue dado a Baden.
- Alrededor de Meßkirch. Ciudades: Meßkirch. Bordeaba con Hohenzollern-Sigmaringen, Abadía de Zwiefalten, Austria, Abadía de Buchau, y otros. Fue dado a Baden y Hohenzollern-Sigmaringen.
- Condado de Heiligenberg. Bordeaba con Königsegg, Abadía de Weingarten, Austria, Lago de Constanza, Obispado de Constanza, Abadía de Salmannsweiler, Ciudad Imperial de Überlingen, Ciudad Imperial de Pfullendorf, y otros. Fue dado a Baden.

Exclaves más pequeños incluían las ciudades de Trochtelfingen y Hayingen.

## Condes de Fürstenberg (1250-1408)
- Conde Enrique I de Fürstenberg (1250-1284)
- Conde Federico I de Fürstenberg (1284-1296)
- Conde Enrique II de Fürstenberg (1296-1337)
- Conde Conrado III de Fürstenberg (1337-1370) con...
- Conde Enrique IV de Fürstenberg (1337-1366) con...
- Conde Juan II de Fürstenberg (1337-1365) con...
- Conde Enrique VI de Fürstenberg 1365 - 1408)

## Estados de Fürstenberg
- Condado de Fürstenberg (1250-1408)
- Condado de Dillingen (1284-1386)
  - Condado de Fürstenberg-Fürstenberg (1408-1441, 1704-1716), Principado de Fürstenberg-Fürstenberg (1716-1804)
    - Condado de Fürstenberg-Geisingen (1441-1483)
    - Condado de Fürstenberg-Baar (1441-1559)
      - Condado de Fürstenberg-Möhringen (1599-1641)
      - Condado de Fürstenberg-Blumberg (1559-1614)
        - Condado de Fürstenberg-Messkirch (1614-1716), Principado de Fürstenberg-Messkirch (1716-1744)
        - Condado de Fürstenberg-Stühlingen (1614-1704)
          - Condado de Fürstenberg-Weitra (1705-1806)
            - Condado de Fürstenberg-Taikowitz (1759-1806)

      - Condado de Fürstenberg-Heiligenberg (1559-1664), Principado de Fürstenberg-Heiligenberg (1664-1716)
        - Condado de Fürstenberg-Donaueschingen (1617-1698)

    - Principado de Fürstenberg-Pürglitz (1762-1806)

  - Condado de Fürstenberg-Wolfach (1408-1490)